# Włókno szklane

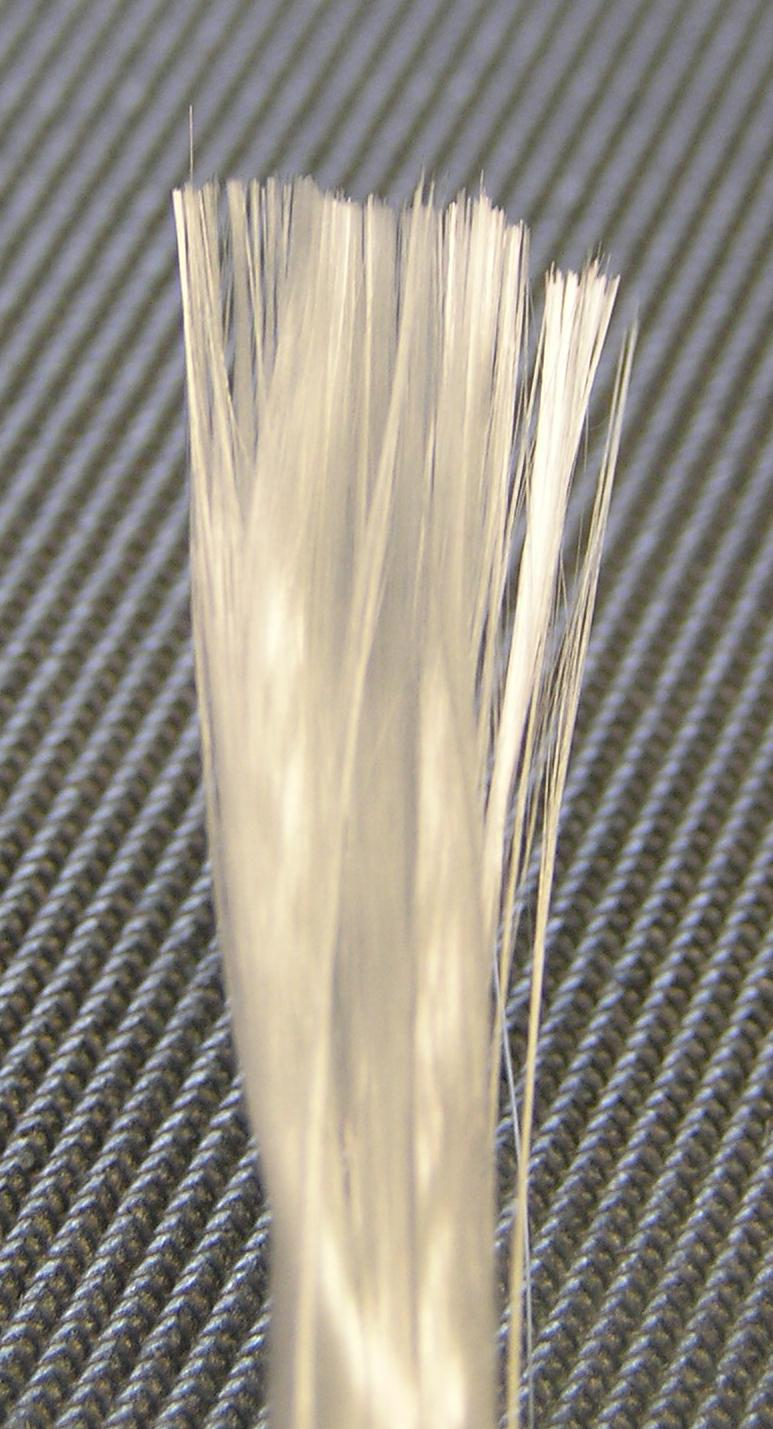
Włókno szklane

Włókno szklane – włókno chemiczne otrzymywane ze szkła wodnego i czasami też ze stopionego szkła.
Stosuje się je w szczególności jako zbrojenie w materiałach kompozytowych. W takich zastosowaniach musi charakteryzować się znacznie lepszymi parametrami niż włókna do celów włókienniczych i izolacyjnych. Wprowadzenie wytrzymałych, sztywnych, lecz kruchych włókien do miękkiej osnowy, powoduje wzrost wytrzymałości statycznej i zmęczeniowej, w tym wytrzymałości właściwej. Osnowa przekazuje jedynie przyłożone obciążenie do włókien, które w większości je przenoszą. Materiały kompozytowe tej grupy mogą przy tym wykazywać dobre właściwości wytrzymałościowe zarówno w temperaturze pokojowej, jak i podwyższonej.

## Rodzaje
- włókno szklane grube (tzw. wełna szklana lub wata szklana) – włókno nieciągłe, o średnicy 5–30 µm, stosowane głównie jako izolacja cieplna, akustyczna, przeciwwilgociowa
- włókno szklane ciągłe – o średnicy 3–13 µm, stosowane w postaci przędzy, wyrobów tkanych i dzianych oraz rowingu (zespół pasm włókien szklanych złączonych z sobą bez skrętu) jako materiał izolacyjny w elektrotechnice, do wyrobu filców, tkanin dekoracyjnych, do wzmacniania tworzyw sztucznych, do zbrojenia betonu
- włókno szklane jako mata – w rolkach, średnio o szerokości 100 cm i masie do 50 kg, używane do produkcji różnych wyrobów w formach silikonowych i formach twardych z użyciem żywicy poliestrowej
- włókno supercienkie – o średnicy 1–3 µm, stosowane do wyrobu izolacji akustycznych i cieplnych
- fiberglass, niekiedy GRP (od ang. glass reinforced plastic) – kompozyt zawierający włókna szklane, mający szerokie zastosowanie w produkcji łodzi, samochodów, zbiorników wodnych, rur i dachów
- włókno światłowodowe, potocznie nazywane światłowodem – nici szklane (najczęściej o średnicy 125 µm) wykorzystywane do prowadzenia światła

## Klasyfikacja
Typy włókien szklanych:
- E – niska przewodność elektryczna
- S – wysoka wytrzymałość
- C – wysoka trwałość chemiczna
- M – wysoka sztywność
- A – duży udział alkaliów
- D – niska stała dielektryczna